# Aquidabã
Aquidabã es un municipio brasileño en el interior del estado de Sergipe. La ciudad forma parte de la mesorregión del Agreste Sergipano y de la microrregión de Nossa Senhora das Dores. Su población, según el censo de 2010, es de 20.066 habitantes, siendo el 23º municipio más poblado del estado de Sergipe. Su área mide 370,2 km².